# Снеговой хребет
Снеговой хребет (Богху, Ортлобак) — горный хребет на Кавказе. Расположен в России на границе Дагестана и Чечни и частично в Грузии. Тянется на северо-восток от восточного края Тушетского хребта. По гребню хребта проходит водораздел рек Шароаргун и Андийское Койсу. Протяжённость хребта составляет 55 км. Высочайшая вершина — гора Диклосмта (4285 м). Средняя абсолютная высота хребта составляет около 3700 м, относительная высота — до 2000 м.